# Rock Dust Light Star
Rock Dust Light Star — седьмой студийный альбом британской группы Jamiroquai, выпущенный 1 ноября 2010 года. Альбом дебютировал на 7 месте в UK Albums Chart.
На обложку альбома помещена фотография, на которой изображён Джей Кей на сцене на фоне толпы зрителей; она была сделана 18 июля 2010 года фотографом Митчем Дженкинсом на концерте в Каре (Франция).

## Об альбоме
Пластинка былa записана в домашней студии Джей Кея в Бакингемшире, а также в студиях Hook End Manor в Оксфордшире и Karma Studios в Таиланде. Музыка и тексты ко всем песням были написаны самой группой, а продюсерами выступили впервые сотрудничавшие Чарли Рассел и Брэд Спенс. На новом альбоме звук группы сместился в сторону рока и фанка, хотя её фронтмен Джей Кей сказал, что ему трудно описать стиль и тон пластинки.
1 октября на новом сайте группы появилось видео, показывающее процесс отбора группой песен для нового альбома. Однако ни один из 3 треков, названных «All Mixed Up In You», «I’ve Been Working» и «Super Highway» не были включены в финальный трек-лист.

## Синглы
Синглами с альбома стали песни White Knuckle Ride (поступил в продажу 8 ноября 2010 года) и Blue Skies (5 декабря). Премьера видеоклипов на оба из них состоялась 25 сентября 2010 года на официальном канале группы на YouTube.

## Продвижение
7 октября состоялась пресс-конференция с участием Джей Кея, Деррика Маккензи, Солы Акингболы, Мэтта Джонсона, Пола Тёрнера и Роба Харриса. Они анонсировали проведение 2 концертов в Колумбии и Бразилии до обсуждения возможности проведения мирового тура в 2011 году. 17 октября на iTunes стали доступны для скачивания 30-секундные отрывки с альбома. Всего для альбома было записано около 40 песен, но было выпущено только 15.

## Список композиций
Стандартное/Виниловое издания
1. «Rock Dust Light Star» — 4:39
2. «White Knuckle Ride» — 3:33
3. «Smoke And Mirrors» — 4:30
4. «All Good In The Hood» — 3:35
5. «Hurtin'» — 4:15
6. «Blue Skies» — 3:51
7. «Lifeline» — 4:39
8. «She’s A Fast Persuader» — 5:16
9. «Two Completely Different Things» — 4:25
10. «Goodbye To My Dancer» — 4:06
11. «Never Gonna Be Another» — 4:08
12. «Hey Floyd» — 5:09
13. «That’s Not The Funk I Want» — 3:25 — (Japanese Bonus Track)

Бонусный диск делюксового издания
1. «All Good In The Hood» (Acoustic Version) — 3:39
2. «Angeline» — 3:29
3. «Hang It Over» — 4:50
4. «Rock Dust Light Star» (Live at Paleo) — 5:42
5. «White Knuckle Ride» (Alan Braxe Remix) — 3:17
6. «Blue Skies» (Fred Falke Remix) — 4:08

## Чарты
| Чарт (2010)                              | Пик |
| ---------------------------------------- | --- |
| European Top 100 Albums                  | 4   |
| Финский альбомный хит-парад              | 22  |
| Французский альбомный хит-парад          | 2   |
| Французский цифровой альбомный хит-парад | 1   |
| Немецкий альбомный хит-парад             | 7   |
| Немецкий хит-парад цифровых загрузок     | 1   |
| Итальянский альбомный хит-парад          | 3   |
| Шведский альбомный хит-парад             | 23  |